# برایان فری (بازیکن فوتبال)
برایان فری (انگلیسی: Bryan Frear; ۸ ژوئیهٔ ۱۹۳۳ – ۱۹۹۷ (۶۳−۶۴ سال)) بازیکن فوتبال اهل بریتانیا بود.
از باشگاه‌هایی که در آن بازی کرده‌است می‌توان به باشگاه فوتبال هادرزفیلد تاون و باشگاه فوتبال چسترفیلد اشاره کرد.